# Liste der längsten Brücken
Die Liste der längsten Brücken gibt einen Überblick über die Brücken weltweit sowohl über Land als auch über Wasser, die mindestens 3 km lang sind. Mit Spannweite ist die längste Distanz zwischen zwei Pfeilern gemeint. Es gibt kein Standardverfahren zur Angabe der Länge einer Brücke. Meist gibt man die Gesamtstützweite an, manchmal die lichte Weite zwischen den Widerlagern oder die Distanz zwischen den Widerlagerenden.
Alle gelisteten Brücken sind Eisenbahnbrücken, etwa von Schnellfahrstrecken, oder Straßenbrücken oder Kombinationen daraus. 
Mit Spannweite wird die freie Länge zwischen zwei Auflagern längs der Brückenachse bezeichnet.

## Liste
| Name der Brücke                                                                           | Länge in Metern | längste Spannweite in Metern | Land                         | Fertigstellung                 |
| ----------------------------------------------------------------------------------------- | --------------- | ---------------------------- | ---------------------------- | ------------------------------ |
| Große Brücke Danyang–Kunshan Schnellfahrstrecke Peking–Shanghai Längste Brücke seit 2011  | 164.800         | 0080                         | Volksrepublik China          | 2010                           |
| Changhua-Kaohsiung Viadukt Taiwan High Speed Rail                                         | 157.310         |                              | Taiwan                       | 2004                           |
| Große Brücke von Cangde Schnellfahrstrecke Peking–Shanghai                                | 115.900         | 0128                         | Volksrepublik China          | 2010                           |
| Große Brücke von Tianjin Schnellfahrstrecke Peking–Shanghai                               | 113.700         |                              | Volksrepublik China          | 2010                           |
| Große Brücke von Weinan Weihe Schnellfahrstrecke Xuzhou–Lanzhou                           | 79.732          |                              | Volksrepublik China          | 2008                           |
| Große Brücke über den Sui River Schnellfahrstrecke Peking–Shanghai                        | 65.600          |                              | Volksrepublik China          | 2009                           |
| Hongkong-Zhuhai-Macau-Brücke Längste Meeresbrücke                                         | 55.000          |                              | Volksrepublik China Hongkong | 2018                           |
| Bang Na Expressway Längste Straßenbrücke                                                  | 54.000          | 0044                         | Thailand                     | 2000                           |
| Große Brücke von Peking Schnellfahrstrecke Peking–Shanghai                                | 48.153          | 0108                         | Volksrepublik China          | 2010                           |
| Jiaozhou-Bucht-Brücke Längste Brücke über Wasser (nach Guinness-Buch)                     | 42.580          | 0260                         | Volksrepublik China          | 2011                           |
| Lake Pontchartrain Causeway Zweitlängste Brücke über Wasser                               | 38.422          | 0017                         | Vereinigte Staaten           | 1969                           |
| Brücke der Linie 1 der Wuhan Metro Wuhan Metro                                            | 37.788          |                              | Volksrepublik China          | 2009                           |
| Manchac-Sumpf-Brücke                                                                      | 36.710          |                              | Vereinigte Staaten           | 1979                           |
| Yangcun Brücke Schnellfahrstrecke Peking–Tianjin                                          | 35.812          |                              | Volksrepublik China          | 2007                           |
| Hangzhou Bay Bridge Längste Brücke über offenes Meer                                      | 36.000          | 0448                         | Volksrepublik China          | 2007                           |
| Runyang-Brücke                                                                            | 35.660          |                              | Volksrepublik China          | 2005                           |
| Brücke der Linie 1 der Metro Lima Längste Brücke Südamerikas                              | 33.000          |                              | Peru                         | 2014                           |
| Donghai-Brücke (East Sea Bridge)                                                          | 32.500          | 0400                         | Volksrepublik China          | 2005                           |
| Atchafalaya-Swamp-Brücke                                                                  | 29.290          |                              | Vereinigte Staaten           | 1973                           |
| Brücke des Transrapid Shanghai                                                            | 29.908          |                              | Volksrepublik China          | 2003                           |
| Brücke auf der „Blauen Linie“ Metro Delhi                                                 | 29.808          |                              | Indien                       | 2010                           |
| Yanshi Brücke Schnellfahrstrecke Xuzhou–Lanzhou                                           | 28.543          |                              | Volksrepublik China          | 2009                           |
| Große Brücke Qingxian-Cangzhou Schnellfahrstrecke Peking–Shanghai                         | 27.900          |                              | Volksrepublik China          | 2010                           |
| Jintang-Brücke                                                                            | 26.540          |                              | Volksrepublik China          | 2009                           |
| König-Fahd-Damm                                                                           | 26.000          |                              | Saudi-Arabien Bahrain        | 1986                           |
| Brücke Nr. 1 des Binhai Mass Transit                                                      | 25.800          |                              | Volksrepublik China          | 2005                           |
| Brücke auf der Ost-West-Linie Mass Rapid Transit                                          | 25.700          |                              | Singapur                     | 2017                           |
| Suvarnabhumi Airport Rail Link                                                            | 24.500          |                              | Thailand                     | 2010                           |
| Chesapeake Bay Bridge-Tunnel                                                              | 24.140          |                              | Vereinigte Staaten           | 1964                           |
| Große Brücke von Yunzaobin Schnellfahrstrecke Peking–Shanghai                             | 23.300          |                              | Volksrepublik China          | 2010                           |
| Westbrücke der Hongkong-Zhuhai-Macao-Brücke                                               | 22.900          |                              | Volksrepublik China Hongkong | 2018 (Probebetrieb seit 28.9.) |
| Große Brücke Dezhou-Yucheng Schnellfahrstrecke Peking–Shanghai                            | 22.100          |                              | Volksrepublik China          | 2010                           |
| Große Brücke über den Big Wen River Schnellfahrstrecke Peking–Shanghai                    | 21.100          |                              | Volksrepublik China          | 2010                           |
| Krim-Brücke                                                                               | 19.000          | 0227                         | Ukraine Russland             | 2018/19                        |
| Große Brücke Cangzhou-Dezhou Schnellfahrstrecke Peking–Shanghai                           | 18.200          | 0128                         | Volksrepublik China          | 2010                           |
| Bonnet Carré Spillway                                                                     | 17.702          |                              | Vereinigte Staaten           | 1931                           |
| Große Brücke über den Si River Schnellfahrstrecke Peking–Shanghai                         | 17.200          |                              | Volksrepublik China          | 2010                           |
| Ponte Vasco da Gama Längste Brücke in der EU                                              | 12.345          | 0420                         | Portugal                     | 1998                           |
| Shanghai Yangtze River Bridge                                                             | 16.500          |                              | Volksrepublik China          | 2009                           |
| Second Penang Bridge Längste Brücke über Wasser in Südostasien                            | 16.370          | 0250                         | Malaysia                     | 2013                           |
| Große Brücke von Lianggang Schnellfahrstrecke Peking–Shanghai                             | 15.800          |                              | Volksrepublik China          | 2010                           |
| Große Brücke über die Eisenbahn Peking-Shanghai Schnellfahrstrecke Peking–Shanghai        | 14.100          |                              | Volksrepublik China          | 2009                           |
| Penang Bridge                                                                             | 13.500          | 0225                         | Malaysia                     | 1985                           |
| Viadukt Kam Sheung Road-Tuen Mun                                                          | 13.400          |                              | Hongkong                     | 2004                           |
| Gerüst der Wuppertaler Schwebebahn                                                        | 13.300          | 0112                         | Deutschland                  | 1903 und 1967                  |
| Rio-Niterói-Brücke Längste Straßenbrücke Südamerikas                                      | 13.290          |                              | Brasilien                    | 1974                           |
| Seto-Ōhashi Brücken-Viadukt-Kombination                                                   | 13.100          |                              | Japan                        | 1988                           |
| Confederation Bridge Längste Brücke über vollständig vereisendes Gewässer                 | 12.900          | 0250                         | Kanada                       | 1997                           |
| Große Brücke über den Qinhuai River Schnellfahrstrecke Peking–Shanghai                    | 12.600          |                              | Volksrepublik China          | 2010                           |
| Große Brücke über den Hanzhuang Kanal Schnellfahrstrecke Peking–Shanghai                  | 12.500          |                              | Volksrepublik China          | 2009                           |
| Incheon-Brücke                                                                            | 12.300          | 0800                         | Südkorea                     | 2009                           |
| Ponte da Lezíria                                                                          | 12.000          | 0133                         | Portugal                     | 2007                           |
| Transrapid-Versuchsanlage Emsland                                                         | 12.000          |                              | Deutschland                  | 1985                           |
| San Mateo–Hayward Bridge                                                                  | 11.265          |                              | Vereinigte Staaten           | 1967                           |
| Seven Mile Bridge                                                                         | 10.887          | 0041                         | Vereinigte Staaten           | 1982                           |
| Third Mainland Bridge                                                                     | 10.500          |                              | Nigeria                      | 1991                           |
| Shandong-Henan Yellow River Bridge                                                        | 10.282          |                              | Volksrepublik China          | 1985                           |
| Viadotto Coltano Autostrada A12 (Italien)                                                 | 9.860           |                              | Italien                      | 1993                           |
| Dashengguan-Brücke Schnellfahrstrecke Peking–Shanghai                                     | 9.273           | 0336                         | Volksrepublik China          | 2010                           |
| Sunshine Skyway Bridge                                                                    | 8.851           | 0366                         | Vereinigte Staaten           | 1987                           |
| Twin Span                                                                                 | 8.851           |                              | Vereinigte Staaten           | 1965 und 2011                  |
| Puente General Rafael Urdaneta                                                            | 8.678           | 0235                         | Venezuela                    | 1962                           |
| Nanpu-Brücke                                                                              | 8.346           | 0432                         | Volksrepublik China          | 1991                           |
| Mackinac Bridge                                                                           | 8.038           | 1.158                        | Vereinigte Staaten           | 1957                           |
| Öresundbrücke                                                                             | 7.845           | 0490                         | Dänemark Schweden            | 2000                           |
| Große Brücke von Houbading Schnellfahrstrecke Peking–Shanghai                             | 7.700           |                              | Volksrepublik China          | 2009                           |
| James River Bridge                                                                        | 7.425           | 0126                         | Vereinigte Staaten           | 1983                           |
| Gwang-An Great Bridge                                                                     | 7.420           |                              | Südkorea                     | 2002                           |
| Viadotto Fichera Autostrada A19 (Italien)                                                 | 7.350           |                              | Italien                      | 1975                           |
| Huey P. Long Bridge (Jefferson Parish)                                                    | 7.009           | 0241                         | Vereinigte Staaten           | 1935                           |
| Chesapeake Bay Bridge                                                                     | 6.946           | 0490                         | Vereinigte Staaten           | 1952                           |
| Storebælt-Brücke (Ostbrücke)                                                              | 6.790           | 1.624                        | Dänemark                     | 1998                           |
| Nanjing-Jangtse-Brücke                                                                    | 6.772           | 0160                         | Volksrepublik China          | 1968                           |
| Storebælt-Brücke (Westbrücke)                                                             | 6.611           | 0110                         | Dänemark                     | 1998                           |
| Große Brücke zur Überquerung der Strasse Jinan-Yanzhou Schnellfahrstrecke Peking–Shanghai | 6.600           |                              | Volksrepublik China          | 2010                           |
| Astoria Bridge                                                                            | 6.545           | 0376                         | Vereinigte Staaten           | 1966                           |
| Saale-Elster-Talbrücke Neubaustrecke Erfurt–Leipzig/Halle                                 | 6.465           | 0110                         | Deutschland                  | 2013                           |
| Ölandsbron                                                                                | 6.072           | 0150                         | Schweden                     | 1972                           |
| Ponte Sciarapotamo I Strada Statale 682                                                   | 5.527           |                              | Italien                      | 1989                           |
| Vierte Nanjing-Jangtse-Brücke                                                             | 5.437           | 1.418                        | Volksrepublik China          | 2012                           |
| Hell Gate Bridge                                                                          | 5.182           | 0298                         | Vereinigte Staaten           | 1916                           |
| Zeelandbrug                                                                               | 5.022           | 0095                         | Niederlande                  | 1965                           |
| Tappan Zee Bridge                                                                         | 4.989           | 0370                         | Vereinigte Staaten           | 2017                           |
| Bangabandhu-Brücke                                                                        | 4.800           | 0100                         | Bangladesch                  | 1998                           |
| Hochstraße Elbmarsch Längste Straßenbrücke in Deutschland                                 | 4.258           | 0035                         | Deutschland                  | 1974                           |
| Akashi-Kaikyō-Brücke                                                                      | 3.911           | 1.991                        | Japan                        | 1998                           |
| Çanakkale-1915-Brücke Längste Hängebrücke                                                 | 3.869           | 2.023                        | Türkei                       | 2022                           |
| Zacatal-Brücke Längste Brücke Mexikos                                                     | 3.861           | 0020                         | Mexiko                       | 1994                           |
| Köhlbrandbrücke                                                                           | 3.618           | 0325                         | Deutschland                  | 1974                           |
| San Diego–Coronado Bridge                                                                 | 3.407           | 0200                         | Vereinigte Staaten           | 1969                           |
| Puente de la Constitución de 1812                                                         | 3.095           | 0540                         | Spanien                      | 2015                           |
| Brücke Maputo–Katembe                                                                     | 3.041           | 0680                         | Mosambik                     | 2018                           |